# Conoblemmus zimini
Conoblemmus zimini är en insektsart som först beskrevs av Yu S. Tarbinsky 1932.  Conoblemmus zimini ingår i släktet Conoblemmus och familjen syrsor. Inga underarter finns listade i Catalogue of Life.